# Counterblast (film, 1948)
Counterblast  est un film britannique réalisé par Paul L. Stein, sorti en 1948. 

## Synopsis
Un médecin nazi s'échappe de prison et prend la place d'un scientifique anglais pour contaminer le monde avec un poison mortel. Mais avant, il doit trouver un antidote pour ne pas en être victime.

## Fiche technique
- Titre original: Counterblast
- Titre américain : Devil's Plot
- Réalisation : Paul L. Stein
- Scénario : Guy Morgan, Jack Whittingham
- Cinématographie : Moray Grant, James Wilson
- Montage : Joseph Sterling
- Direction artistique : C. Wilfred Arnold
- Costumier : L.W. Tweedy
- Musique : Hans May
- Producteur : 	Louis H. Jackson
- Sociétés de production : British National Films
- Lieu de tournage : Studios d'Elstree
- Pays d'origine :  Royaume-Uni
- Format : Noir et blanc - 1,37:1-  Mono (RCA Sound System)
- Durée : 99 minutes
- Dates de sortie : Royaume-Uni : 1948,  États-Unis :  19 juin 1953

## Distribution
- Robert Beatty : Docteur Paul Rankin
- Mervyn Johns : Docteur Bruckner / Bête de Ravensbruck
- Nova Pilbeam :  Tracy Hart
- Margaretta Scott : Sœur Johnnie Johnson
- Sybille Binder : Martha Lert, gouvernante nazi
- Marie Lohr : Madame Coles - vieille amie de Richard
- Karel Stepanek : Professeur Inman, Psychiatre nazi
- Alan Wheatley : M.W. Kennedy, dentiste nazi
- Gladys Henson : Madame Plum, gouvernante de Forester
- John Salew : Père Latham
- Anthony Eustrel : Docteur Richard Forrester
- Carl Jaffe : Heinz
- Ronald Adam : Colonel Ingram, Commandant du camp de prisonniers de guerre Gillington
- Martin Miller : Van Hessian, marin allemand
- Aubrey Mallalieu : Major Walsh
- Horace Kenney : Conducteur de taxi
- Stevins Chambers : Prisonnier du camp de prisonniers de guerre Gillington
- Archie Duncan : Docteur McKegney
- John England : Prisonnier du camp de prisonniers de guerre Gillington
- Armand Guinle : marin allemand
- Mike Johnson : Barman
- Kenneth Keeling : Policier
- Peter Madden : Docteur Williams
- Jack Melford : Détéctive
- Kynaston Reeves : Le majordome de Lucas
- Frederick Schiller : Prisonnier du camp de prisonniers de guerre Gillington
- Olive Sloane : Gouvernant d'Ingram